# اوکان یالابیک
اوکان یالابیک (تلفظ ترکی استانبولی: [oˈkan jalaˈbɯk]؛ متولد ۱۳ دسامبر ۱۹۷۸ در بالک‌حصار، ترکیه) بازیگر ترک است.

## زندگی‌نامه
اوکان یالابیک در ۱۳ دسامبر ۱۹۷۸ زاده شد و در دورهٔ دبیرستان تصمیم به بازیگری گرفت. ابتدا وارد تئاتر مدرسه شد و سپس تصمیم گرفت به صورت رسمی به تحصیل بازیگری بپردازد. به همین منظور به دانشکده هنرهای زیبای استانبول رفت و در آنجا زیر نظر متخصصانی همچون ییلدیز کنتر بازیگر زن ترک به تحصیل پرداخت.

## فیلمشناسی
- حریم سلطان به عنوان ابراهیم پاشا
- محافظ به عنوان فایسال اردم